# Artur Kuchta
Artur Kuchta, ps. „Buchol” (ur. 5 kwietnia 1965 w Gliwicach, zm. 11 września 1999 tamże) – polski skoczek spadochronowy, żołnierz zawodowy jednostki wojskowej w Lublińcu. Był członkiem Związku Polskich Spadochroniarzy VII Oddział Katowice.

## Działalność sportowa
Działalność sportową Artura Kuchty podano za: Jan Isielenis, Archiwum Sekcji Spadochronowej Aeroklubu Gliwickiego. Brak numerów stron w książce
Artur Kuchta od 1984 był członkiem Sekcji Spadochronowej Aeroklubu Gliwickiego, dwukrotnym Spadochronowym Mistrzem Polski w akrobacjach zespołowych RW-4. Brał udział w 21 zawodach w kraju i zagranicą. Od 1996 jako członek Spadochronowej Kadry Narodowej w akrobacji zespołowej razem z drużyną narodową uczestniczył 13–21 sierpnia 1997 w I Światowych Igrzyskach Lotniczych w Turcji.
Kurs podstawowy w Aeroklubie Gliwickim ukończył 8 kwietnia 1984. 24 kwietnia 1984 roku wykonał pierwszy w życiu skok ze spadochronem typu: ST-7, z samolotu An-2, metodą „Na linę”, wysokość 800 m, a tytuł skoczka spadochronowego uzyskał 30 września 1984. 15 września 1989 został skoczkiem spadochronowym I klasy. 3 lipca 1992 uzyskał złotą odznakę spadochronową Międzynarodowej Federacji Lotniczej FAI z trzema diamentami.
Został członkiem Klubu Tysięczników Aeroklubu Gliwickiego, skupiającego skoczków mających na swoim koncie ponad 1000 skoków. Swój 1000 skok wykonał 3 lipca 1992 ze spadochronem typu: L-1, z samolotu An-2, wysokość 3500 m, opóźnienie 55 s. Skakał na około 60. typach spadochronów. Wykonał 2544 skoki ze spadochronem.
Zginął 11 września 1999 w trakcie pokazów lotniczych w Gliwicach, w czasie festynu na stadionie Piasta. Podczas wykonywania 2545. skoku spadochronowego z flagą, z samolotu An-2, wysokość 1000 m, opóźnienie 5 s, zadanie XV, spadochron typu: Sabre. Doszło do przełożenia pilocika przez sznurki od flagi.
Został pochowany na Cmentarzu Lipowym w Gliwicach.

### Osiągnięcia sportowe
Osiągnięcia sportowe w spadochroniarstwie Artura Kuchty podano za: Jan Isielenis, Archiwum Sekcji Spadochronowej Aeroklubu Gliwickiego. Brak numerów stron w książce
- 1986 – 18–24 lipca XVIII Międzynarodowe Spadochronowe Mistrzostwa Lublina – Lublin. Klasyfikacja indywidualna (celność): XXXII miejsce – Artur Kuchta. Klasyfikacja indywidualna (akrobacja): XXXVII miejsce – Artur Kuchta. Klasyfikacja indywidualna (ogólna): XXXIX miejsce – Artur Kuchta. Klasyfikacja drużynowa: XVI miejsce – Aeroklub Gliwicki (Artur Kuchta, Dariusz Szczodry, Marcin Willner)[8].
- 1986 – 27–31 lipca IV Międzynarodowe Zawody Spadochronowe – Kraków. Klasyfikacja indywidualna (celność): XI miejsce – Artur Kuchta. Klasyfikacja indywidualna (akrobacja): XXIV miejsce – Artur Kuchta. Klasyfikacja indywidualna (ogólna): XIX miejsce – Artur Kuchta[8].
- 1986 – 16–18 sierpnia Zawody Spadochronowe – Ostrów Wielkopolski. Klasyfikacja indywidualna (celność): IX miejsce – Artur Kuchta. Klasyfikacja indywidualna (akrobacja): VI miejsce – Artur Kuchta. Klasyfikacja indywidualna (ogólna): V miejsce – Artur Kuchta[8].
- 1989 – Spadochronowe Mistrzostwa – Kraków. Klasyfikacja indywidualna (celność): XV miejsce – Artur Kuchta. Klasyfikacja drużynowa: VI miejsce – Aeroklub Gliwicki (Artur Kuchta, Grzegorz Polewski, Wiesław Walasiewicz)[9].
- 1993 – 25–28 września II Spadochronowe Mistrzostwa Polski w Akrobacji Zespołowej RW-4 Nowy Targ 1993. Klasyfikacja zespołowa: V miejsce – Aeroklub Gliwicki (12 pkt): Artur Kuchta, Piotr Knop, Janusz Kucharski, Witold Walasiewicz[10].
- 1996 – 22–25 września V Spadochronowe Mistrzostwa Polski w Akrobacji Zespołowej RW-4 Nowy Targ 1996. Klasyfikacja zespołowa: II miejsce – Mariusz Bieniek, Artur Kuchta, Krzysztof Filus, Marcin Wilk, Mirosław Wyszomirski (kamera)[11].
- 1997 – 27–28 września VI Międzynarodowe Spadochronowe Mistrzostwa Polski w Akrobacji Zespołowej RW-4 Gliwice 1997. Klasyfikacja zespołowa: I miejsce i tytuł Mistrza Polski – Mariusz Bieniek, Krzysztof Filus, Marcin Wilk, Artur Kuchta, Mirosław Wyszomirski (kamera)[11].
- 1997 – 24–25 maja Międzynarodowe Spadochronowe Mistrzostwa Śląska 1997 – Gliwice. Klasyfikacja indywidualna (celność lądowania – seniorzy): VII miejsce – Artur Kuchta (0,42 pkt). Klasyfikacja drużynowa (celność lądowania): I miejsce – Aeroklub Gliwicki I (1,36 pkt Danuta Polewska, Agnieszka Czajka, Artur Kuchta).
- 1998 – 18–20 września VII Międzynarodowe Spadochronowe Mistrzostwa Polski w Akrobacji Zespołowej RW-4 Gliwice 1998. Klasyfikacja zespołowa: I miejsce i tytuł Mistrza Polski – Krzysztof Filus, Artur Kuchta, Bartłomiej Repka, Marcin Wilk, Wiesław Walasiewicz (kamera).
- 1998 – 29–30 maja Międzynarodowe Spadochronowe Mistrzostwa Śląska 1998 – Gliwice. Klasyfikacja indywidualna (celność lądowania – ogólna): VI miejsce – Artur Kuchta (34 pkt), Klasyfikacja drużynowa (celność lądowania): III miejsce – Gliwice I (126 pkt Piotr Polewski, Artur Kuchta, Danuta Polewska).
- 1998 – 20 sierpnia VI Open Chempionship Czech Republic 4-WAY Dive – Kunovice. Klasyfikacja zespołowa: III miejsce – Polska (Bartłomiej Repka, Krzysztof Filus, Artur Kuchta, Marcin Wilk, Wiesław Walasiewicz).

## Galeria
- Artur Kuchta ps. „Buchol”

"Artur
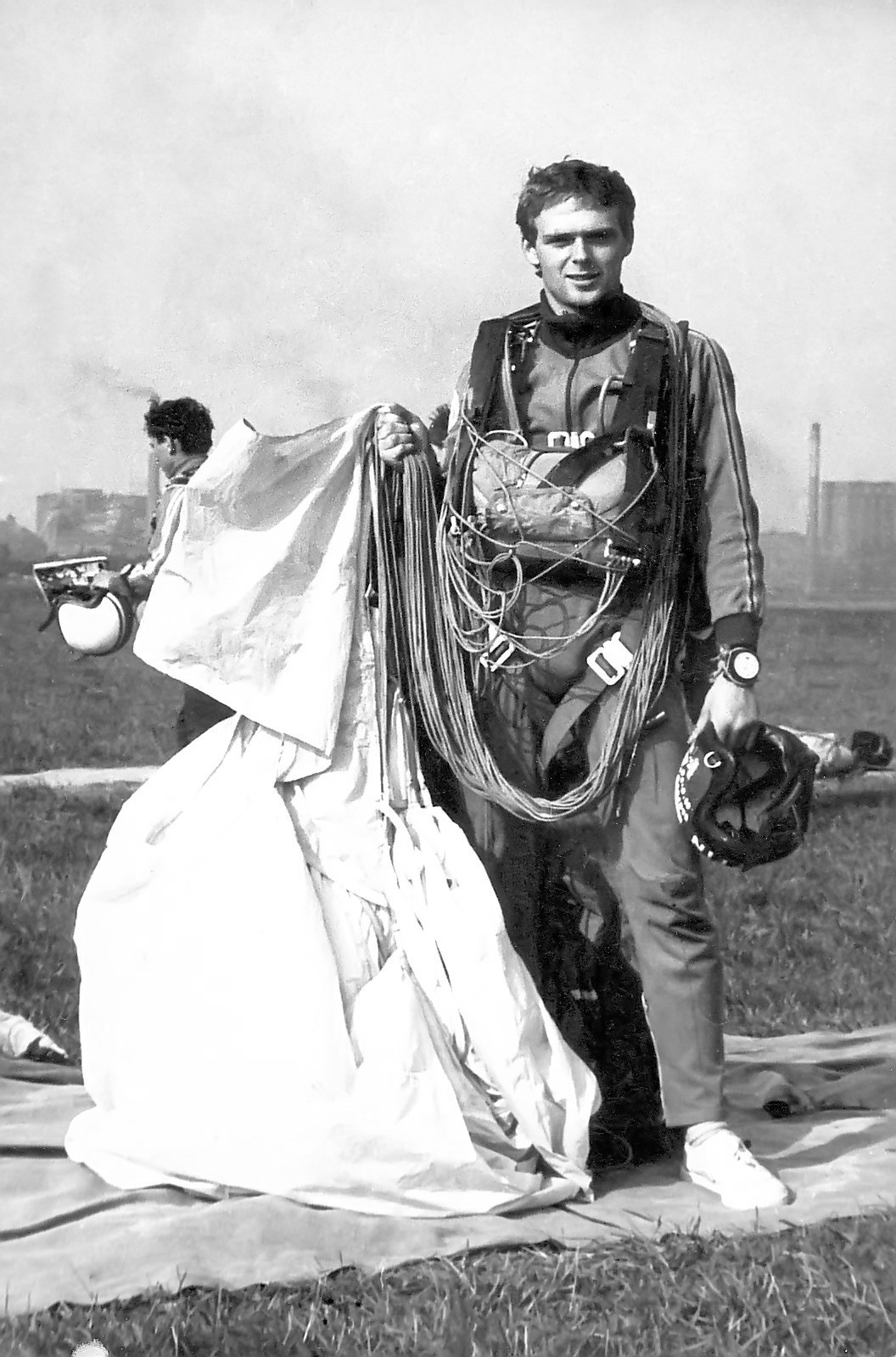
Po wylądowaniu na płycie gliwickiego lotniska (1992)
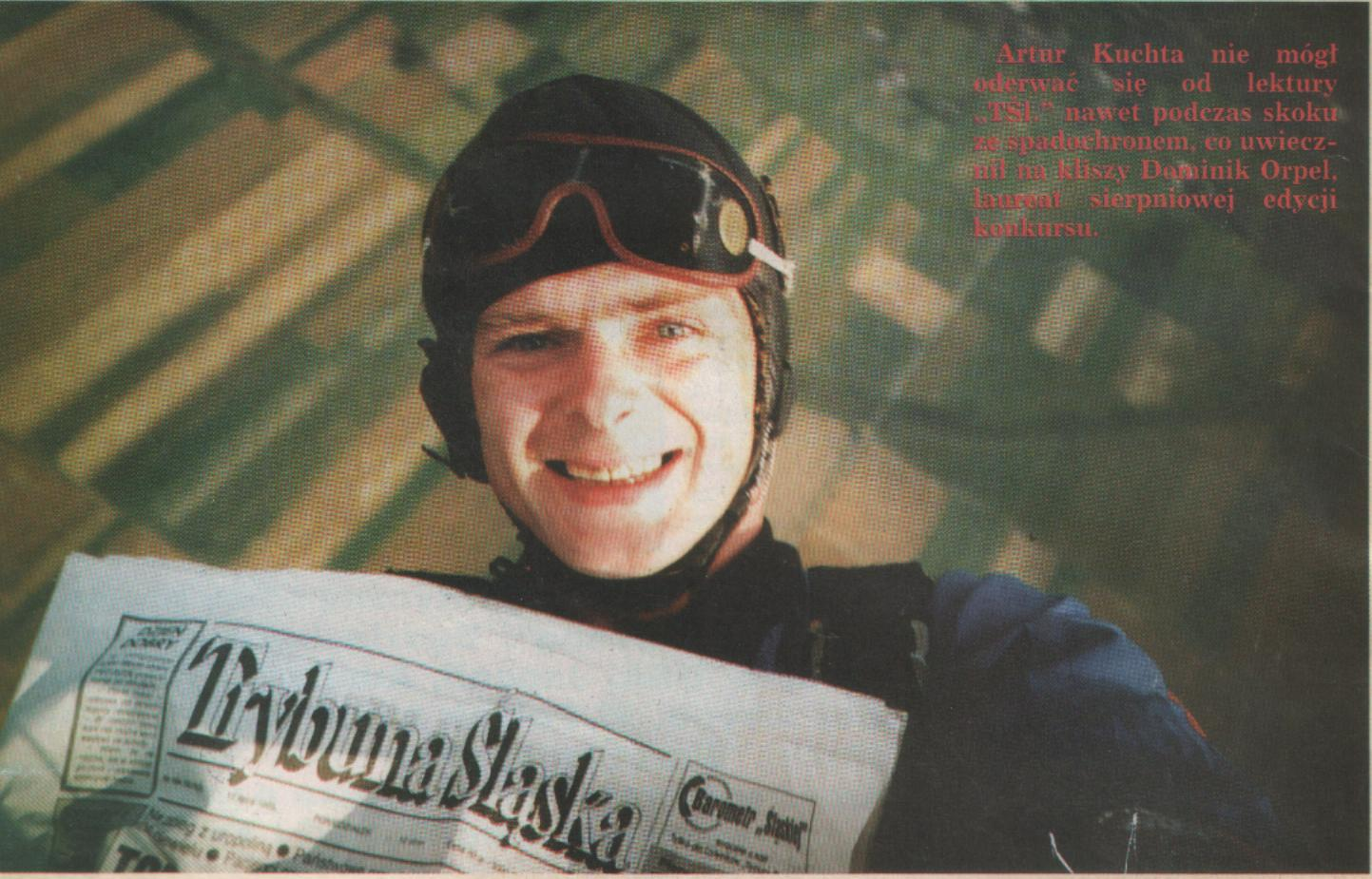
Czytający gazetę nad gliwickim lotniskiem (1995)
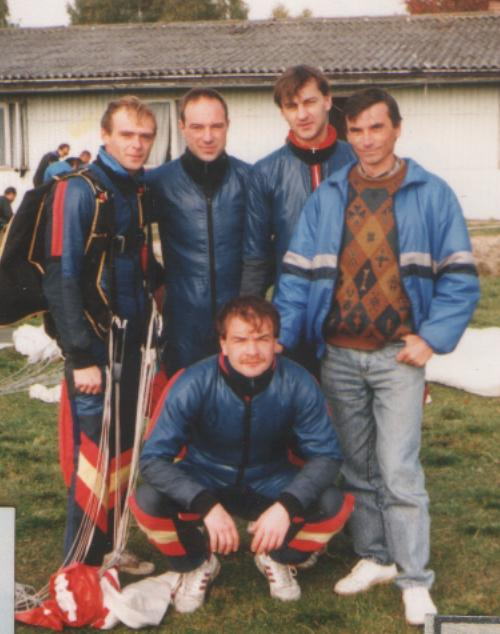
Artur Kuchta (pierwszy z lewej) – II Spadochronowe Mistrzostwa Polski w Akrobacji Zespołowej RW-4 Nowy Targ 1993 (wrzesień 1993)